# Szentendre

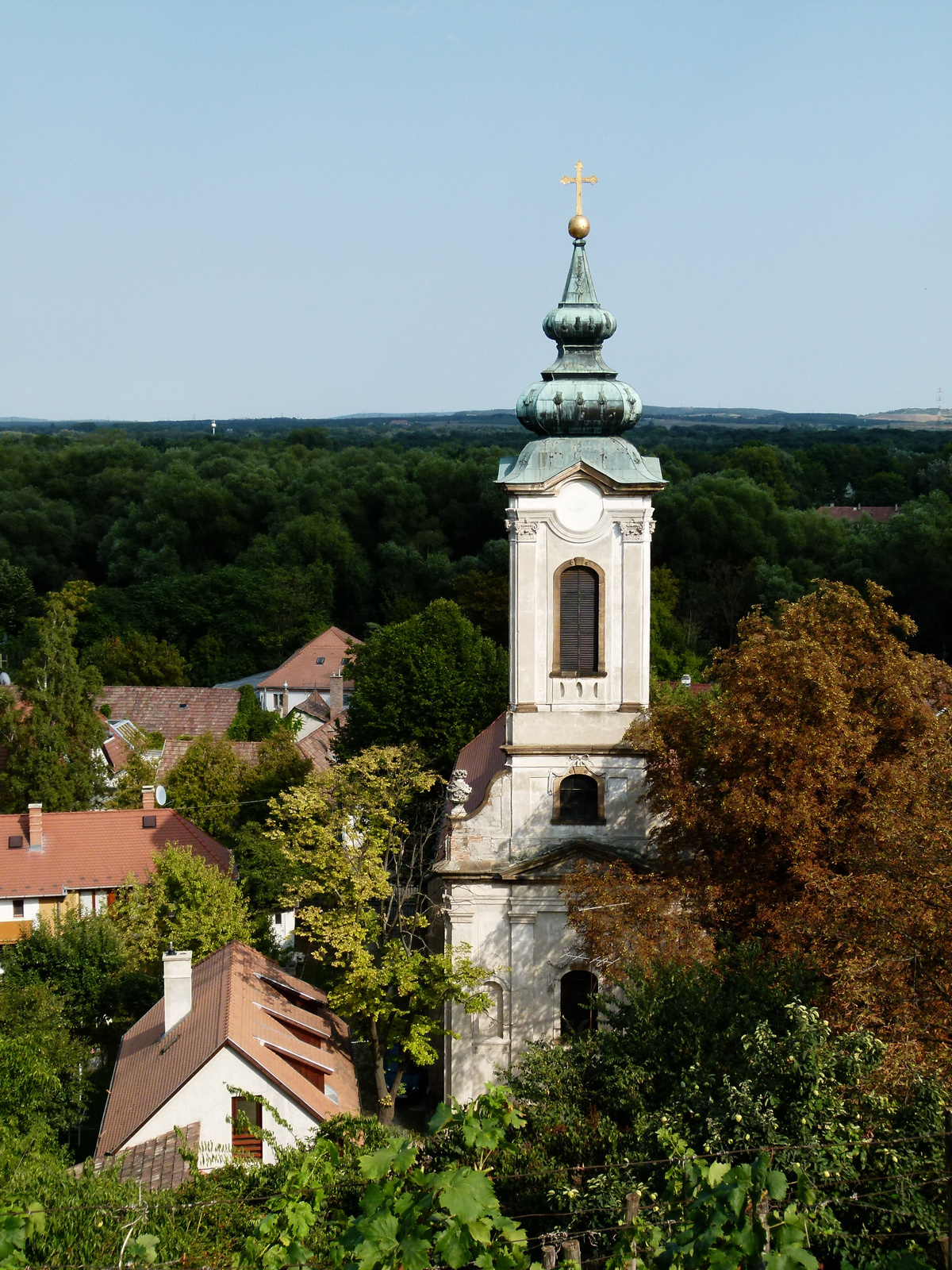
Serbisch-orthodoxe Verklärungskirche (Preobrazsenszka)

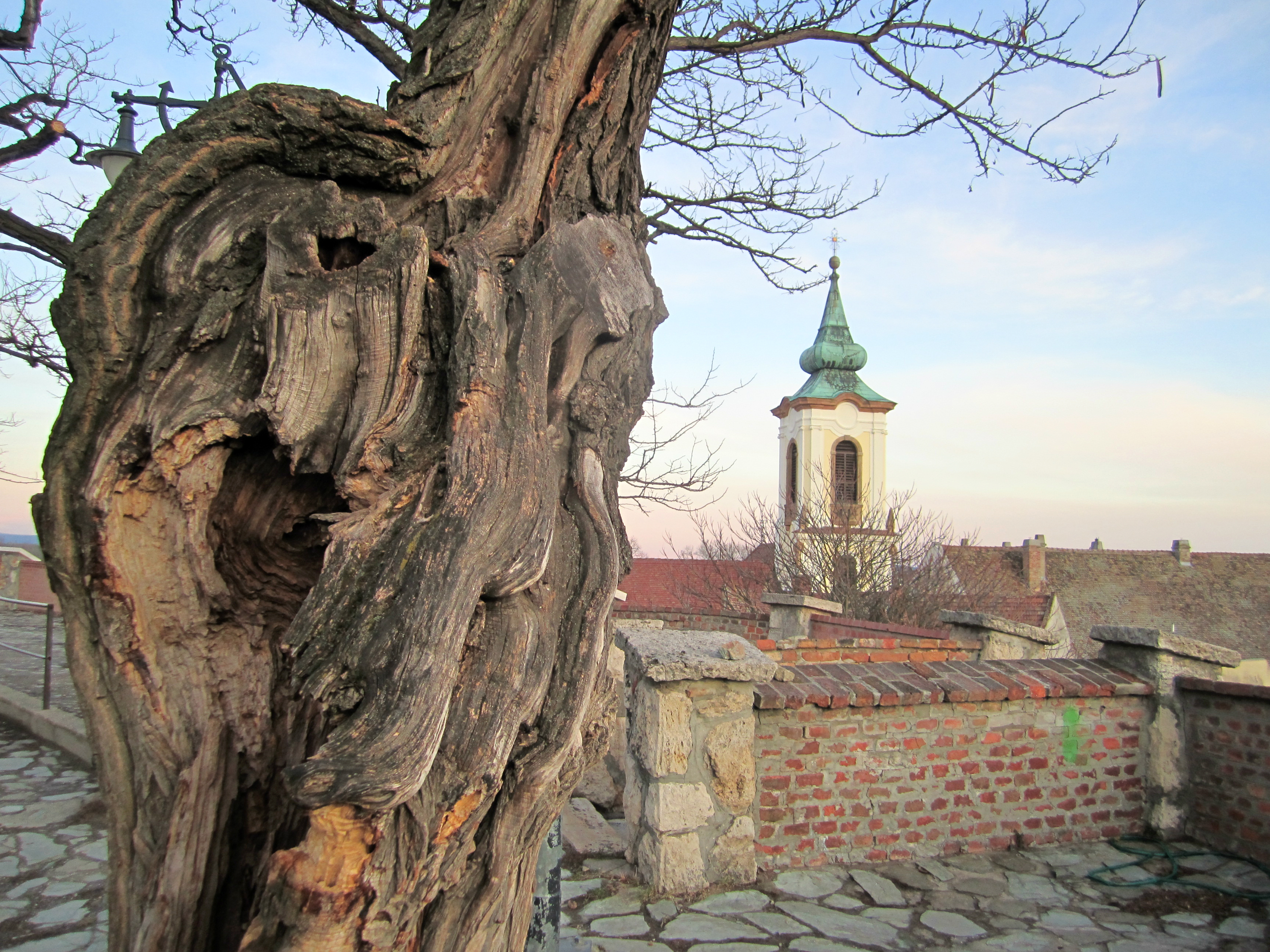
Blick über Sankt-Andrä mit Serbisch-orthodoxer Mariä-Verkündigungs-Kirche

Szentendre [ˈsɛntɛndrɛ] (deutsch Sankt Andrä) ist eine ungarische Stadt im Komitat Pest. Aufgrund ihrer Nähe zu Budapest, des reizvollen barocken Stadtbildes und der Lage an der Donau gehört sie zu den beliebtesten Touristenzielen Ungarns.

## Lage
Szentendre liegt 20 km nordwestlich von Budapest am rechten (westlichen) Ufer eines Seitenarms der Donau, der Szentendrei Duna.
Szentendre liegt am östlichen Abhang des ungarischen Mittelgebirges, das die Pannonische Tiefebene in zwei Teile teilt. Die gegenüberliegende Szentendre-Insel (Szentendrei Sziget; deutsch Sankt-Andrä-Insel) und das östlich des Donau-Hauptarms gelegene Land gehören bereits zur Großen Ungarischen Tiefebene.

## Geschichte
Das Gebiet um Szentendre war schon in der Steinzeit bewohnt. Ausgrabungen im Stadtgebiet belegen 20.000 Jahre alte Siedlungen. Später siedelten dort die Eravisker, ein keltischer Volksstamm. Unter Kaiser Augustus eroberten die Römer im 1. Jahrhundert n. Chr. die Region. Im Stadtgebiet des heutigen Szentendre gründeten sie mit Ulcisia Castra (Wolfslager) ein Kastell, um das sich rasch ein Lagerdorf (Vicus) mit Gräberfeld entwickelte. Im 4. Jahrhundert wurde die von Hilfstruppen (Auxilia) belegte römische Garnison in Castra Constantia umbenannt und sollte in valentinianischer Zeit mit dem Kastell Göd-Bócsaújtelep eine auf dem anderen Ufer der Donau gelegene Gegenfestung erhalten, die jedoch nie fertiggestellt wurde. Am heutigen ethnographischen Freilichtmuseum entstand zu Beginn des 3. Jahrhunderts in mehreren Bauphasen ein 5200 Quadratmetern großes römisches Landgut, Villa Rustica), eines der größten in Pannonien, das bis um 380–390 n. Chr. bestand und anschließend verlassen wurde. Die baulichen Reste der Anlage können besichtigt werden (Villa Rustica Szentendre-Skanzen).
Im 5. Jahrhundert wurde mit der Völkerwanderung das aus Lagern und Wachtürmen bestehende Grenzschutzsystem in der Umgebung der Siedlung zerstört. Unter den Langobarden und besonders den ihnen nachfolgenden Awaren war die Siedlung ein bedeutender Ort. Diverse Funde sind aus dieser Zeit erhalten, darunter Ringe, Ohrschmuck, Waffen, eiserne Steigbügel und byzantinische Goldmünzen. Sie stammen aus einem örtlichen Gräberfeld.
Zur Zeit der ungarischen Landnahme wurde Szentendre 895 im Rahmen der Landnahme vom ungarischen Kurszán besetzt. Erstmals urkundlich erwähnt wurde die Stadt 1009. Auf einem Hügel befand sich die Kirche des heiligen Andreas, die dem Ort ihren Namen gab: aus lateinisch Sankt Andrae wurde ungarisch Szentendre, deutsch St. Andreas, serbisch Сентандреја (Sentandreja), slowakisch Senondrej und kroatisch Sentandrija. Um den Kirchhügel gruppierten sich die Häuser der Stadt. Im 14. Jahrhundert wurde die kleine Stadt, die auf Grund ihrer verkehrsgünstigen Lage zwischen den Zentren Buda und Visegrád an Größe und Bedeutung gewonnen hatte, befestigt.
1541 eroberten die Türken die nahe gelegene Festung Buda; das Land geriet unter osmanische Herrschaft. Während der Türkenkriege und der türkischen Herrschaft im 16. und 17. Jahrhundert ging die Einwohnerzahl stark zurück. Als 1690 die Stadt Belgrad von den Türken zurückerobert wurde, mussten die dort lebenden Serben fliehen. Rund 6.000 von ihnen siedelten sich, von Kaiser Leopold I. mit Privilegien ausgestattet, in Szentendre an. In der Folgezeit füllte sich die Stadt mit anderen Emigranten, unter anderem aus Dalmatien, Griechenland und Bosnien. Mit dem Frieden von Karlowitz zerschlug sich 1699 die Hoffnung dieser Neusiedler auf Rückkehr in ihre Heimatländer. Im 18. Jahrhundert entstanden die festen Kirchen und festen Häuser der verschiedenen Volks- und Religionsgemeinschaften, denen die Stadt ihre bis heute bestehende barocke Prägung verdankt.
Im 19. Jahrhundert kehrte ein großer Teil der serbischen Bevölkerung in ihr Heimatland zurück, ihr Bevölkerungsanteil sank von 45 % auf unter 20 %. Ihren Platz nahmen Ungarn, Donauschwaben, die meist aus dem Frankenland stammten, und Slowaken ein. Einige ihrer serbisch-orthodoxen Kirchen wurden in katholische und reformierte Kirchen umgewandelt. Während der industriellen Revolution im 19. Jahrhundert behielt Szentendre seinen Charakter als beschauliche Kleinstadt. 1888 wurde Szentendre mit einer Vorortbahn an Budapest angeschlossen.
1926 wurde Szentendre zur Wirkungsstätte einer Künstlerkolonie. Deren Mitglieder arbeiten seitdem dort und bieten ihre Werke in den örtlichen Galerien und Ausstellungen dem Publikum an. In den 1990er Jahren öffnete sich die Stadt dem Tourismus. In den letzten Jahren bestimmt dieser Faktor mit einem internationalen Publikum und den üblichen Begleiterscheinungen wie Hotels, Gaststätten, Cafés und kleinen Läden das Stadtbild.

## Religionen
Von sieben Kirchen Szentendres, die bis auf die katholische Pfarrkirche (13./14. Jahrhundert) alle im 18. Jahrhundert erbaut wurden, sind noch heute vier im Besitz der serbisch-orthodoxen Kirche, nämlich die Kirchen: Pozsarevacska (Kirche Hl. Erzengel Michael), die Blagovestenska (Mariä-Verkündigungs-Kirche), die Preobrazsenszka (Verklärungskirche) und die Mariä-Entschlafens-Kathedrale, auch Saborna und Belgrad-Kathedrale genannt.
Die Kirche St. Peter und Paul hat die römisch-katholische Kirche übernommen, die reformierte Kirche übernahm die Opovacska-Kirche und die Kirche zur Herabkunft des Heiligen Geistes (Zbeška Crkva) die griechisch-katholische Kirche.

## Städtepartnerschaften
Szentendre unterhält seit 1989 eine Partnerschaft mit Wertheim (Baden-Württemberg, Deutschland).
- Barbizon, (Frankreich) (2007)
- Godmanchester, (Vereinigtes Königreich), (1996)
- Gubbio, (Italien), seit 2016
- Hội An, (Vietnam), seit 2006
- Huntingdon, (Vereinigtes Königreich), (1996)
- Kézdivásárhely (Rumänien), seit 1990
- Kruševac, (Serbien), seit 1990
- Salon-de-Provence, (Frankreich), seit 1997
- Stari Grad, (Kroatien), seit 2003
- Uusikaupunki (Finnland), seit 1990
- Wertheim, (Deutschland, Baden-Württemberg), seit 1989
- Zilah (Rumänien), seit 1990
- Kalisz, (Polen), seit 1989

## Kultur und Sehenswürdigkeiten

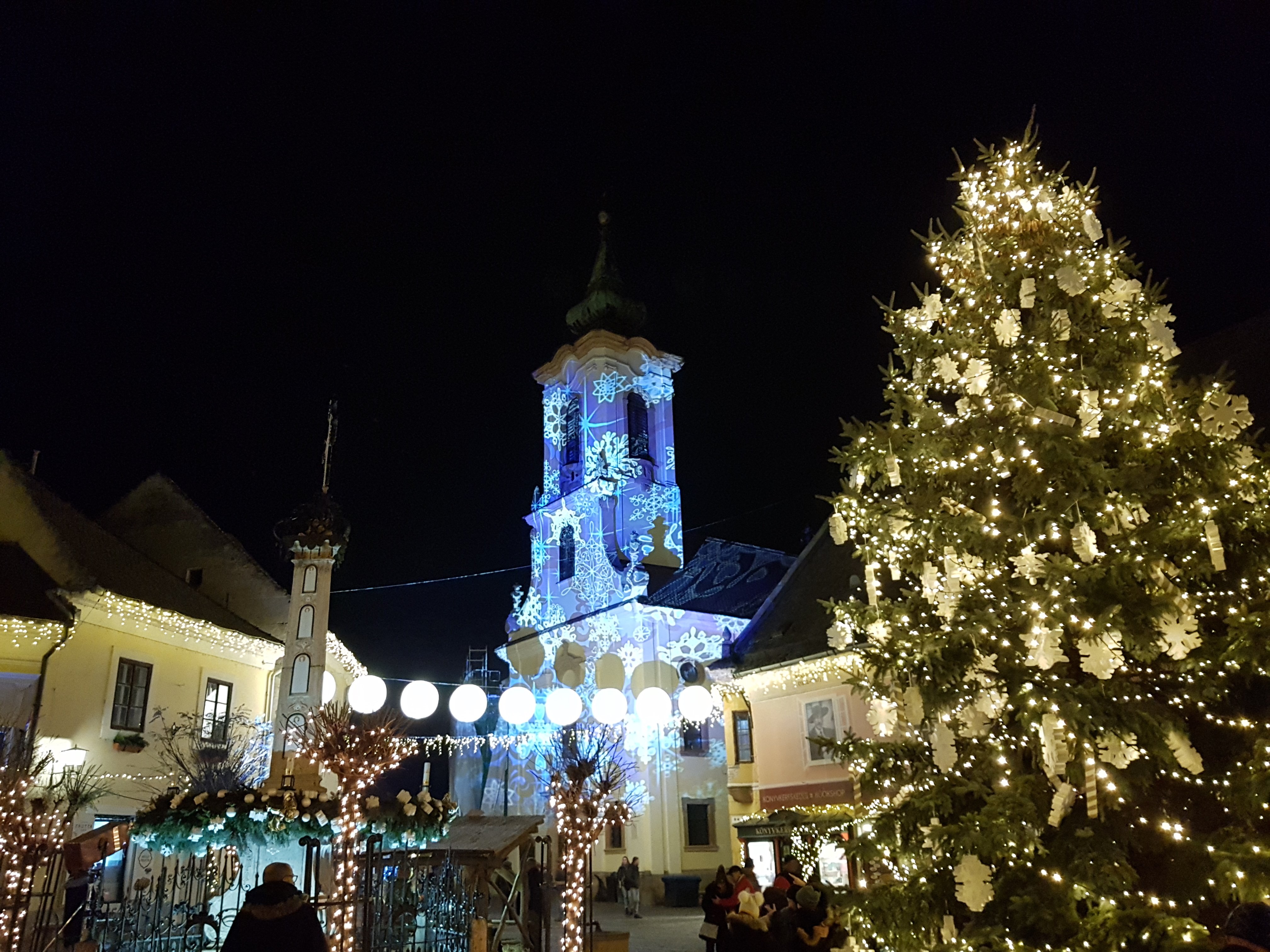
Weihnachtsstimmung auf dem Fő tér (Hauptplatz) mit dem illuminierten Blagovestenszka templom (Orthodoxe Kirche)
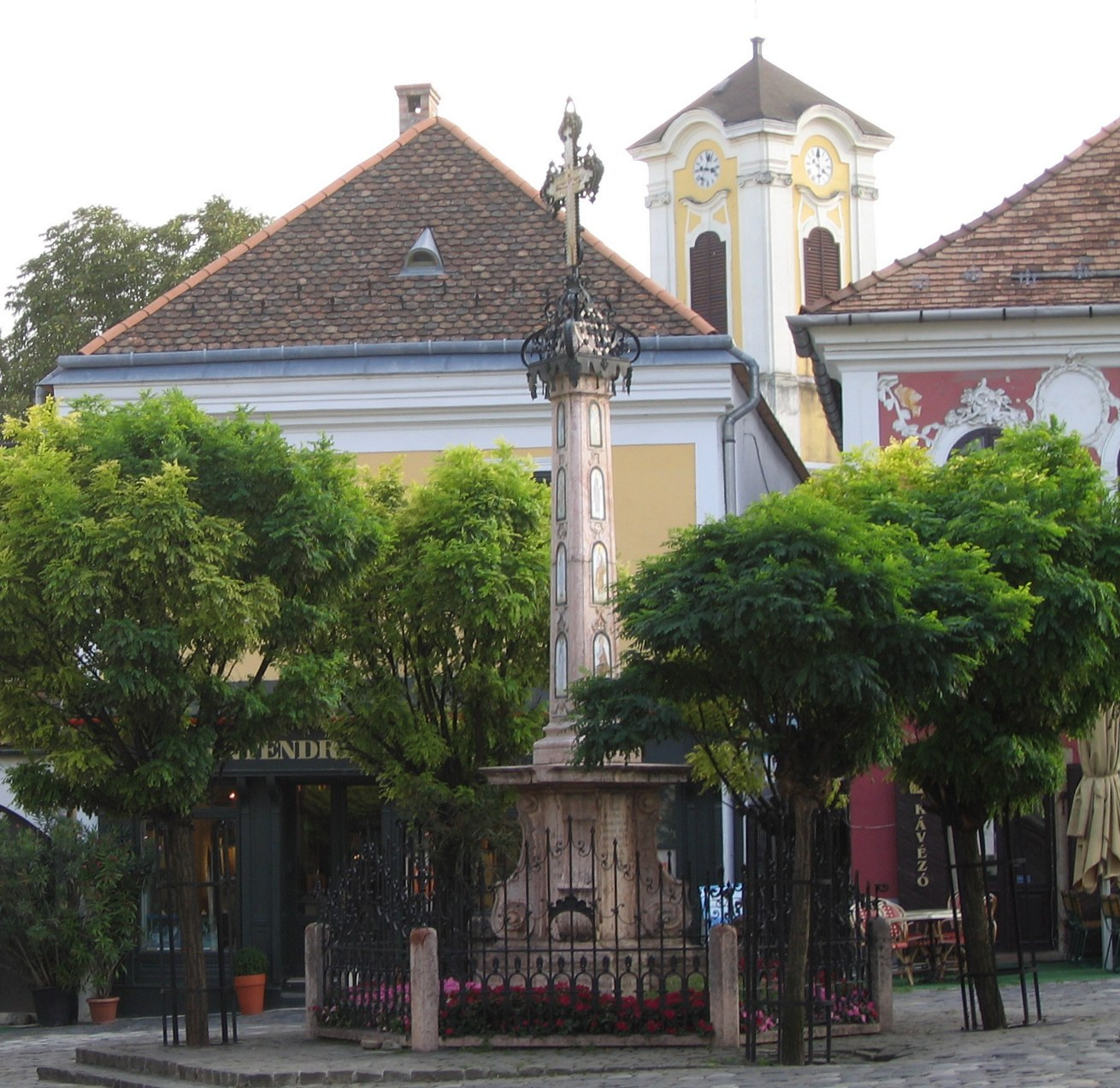
Pestsäule auf dem Fő tér (Hauptplatz)
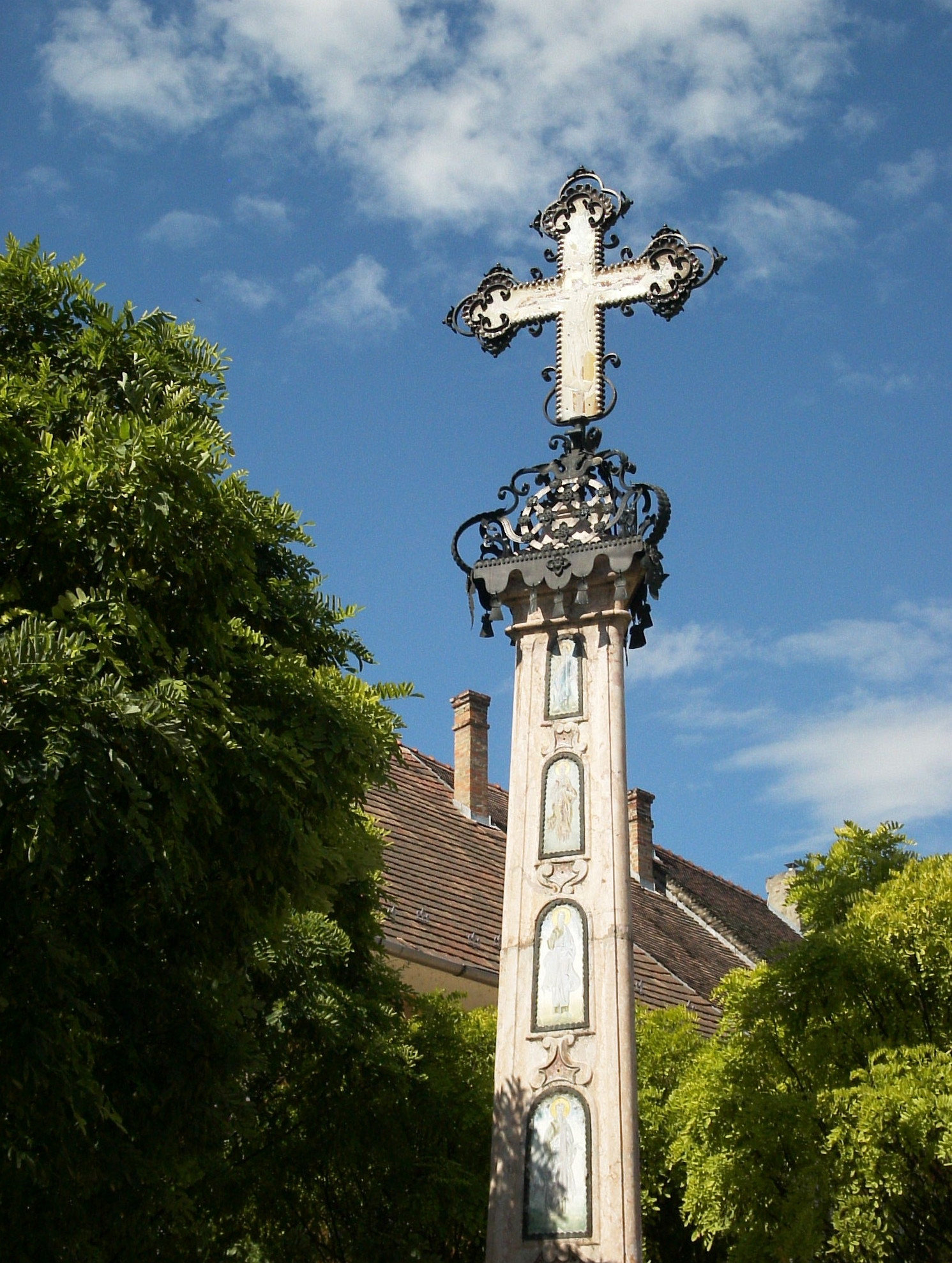
Kreuz auf der Pestsäule
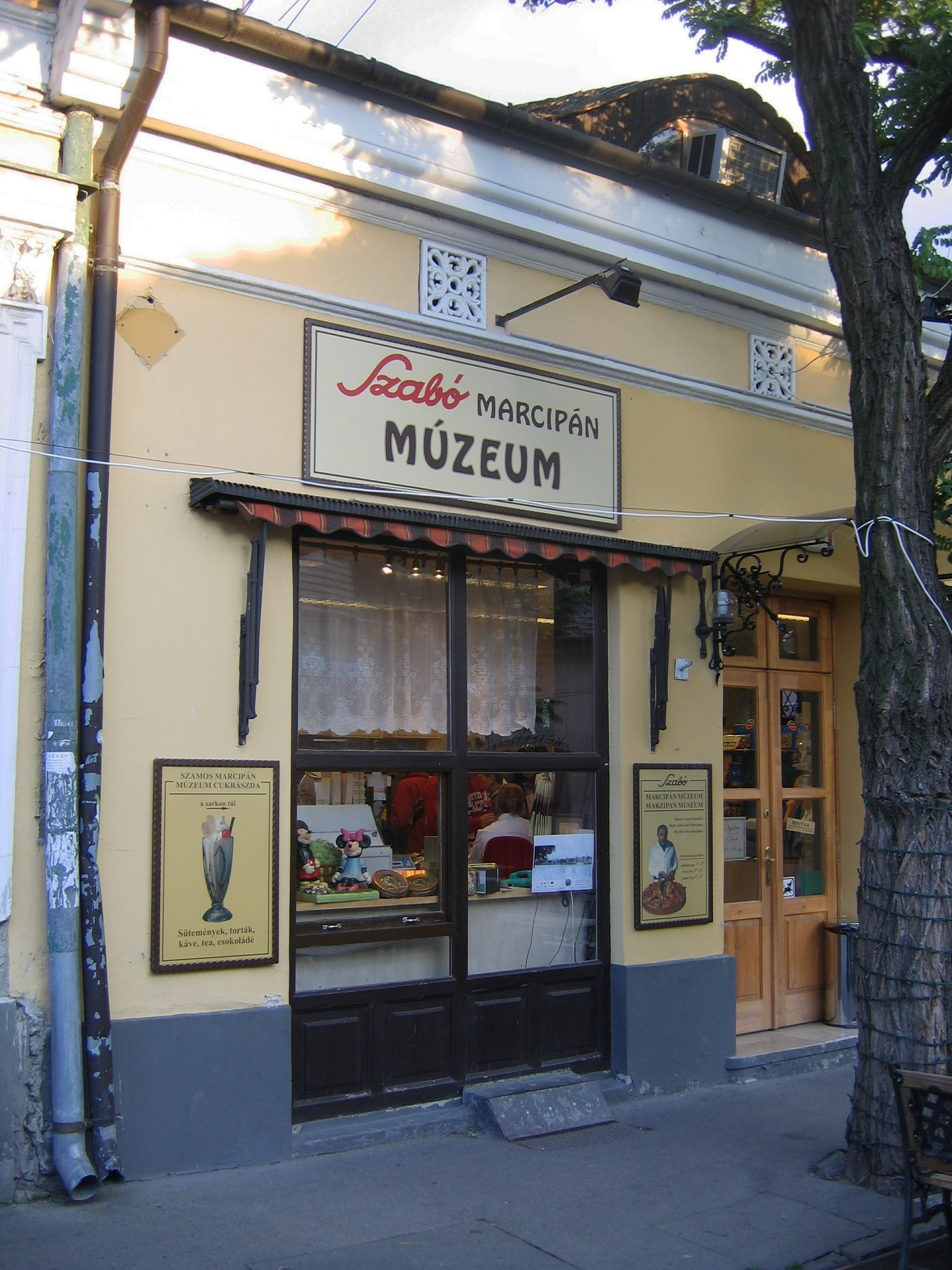
Marzipanmuseum
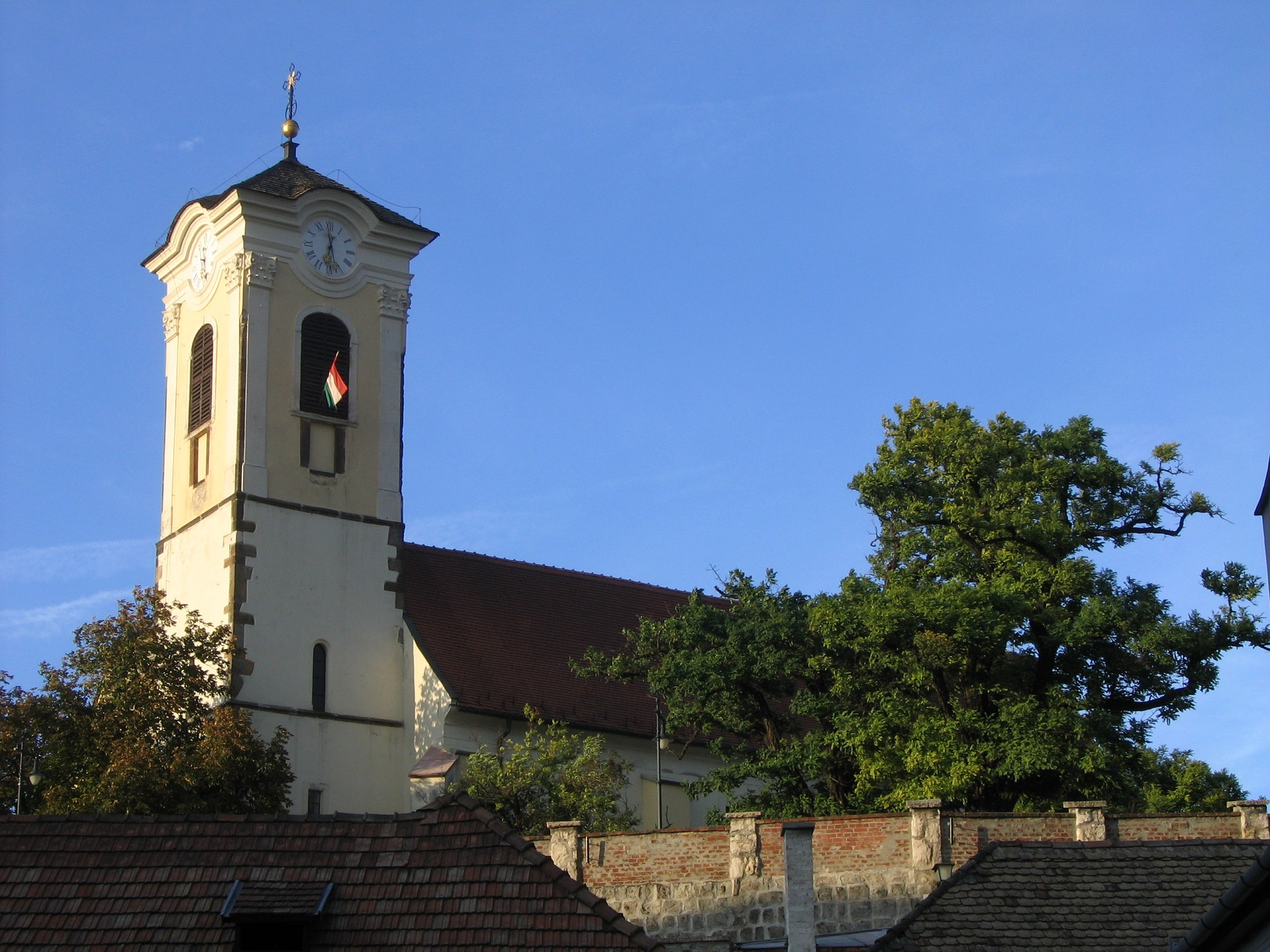
Kirchenhügel mit römisch-katholischer Kirche
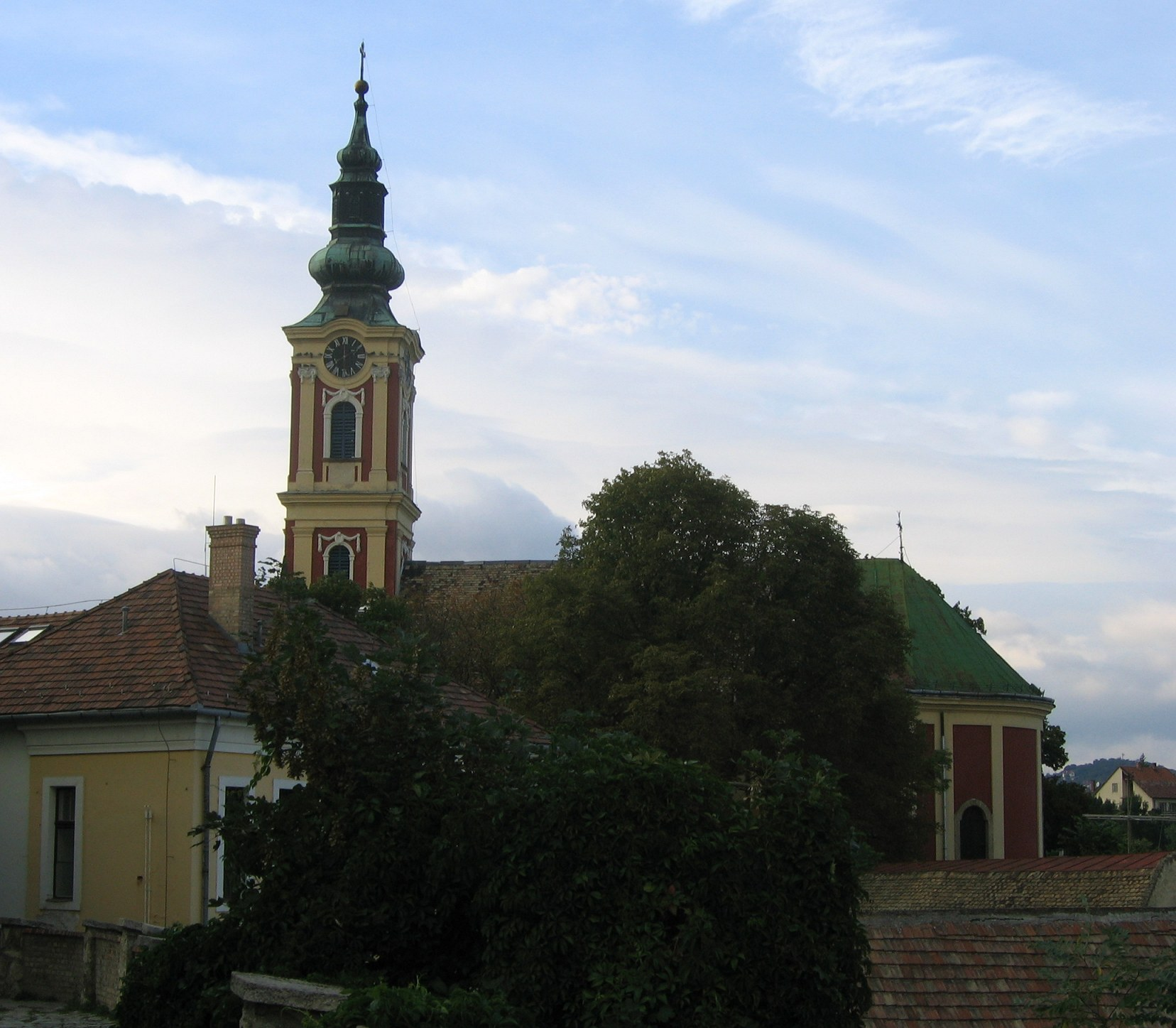
Serbisch-orthodoxe Belgradkathedrale

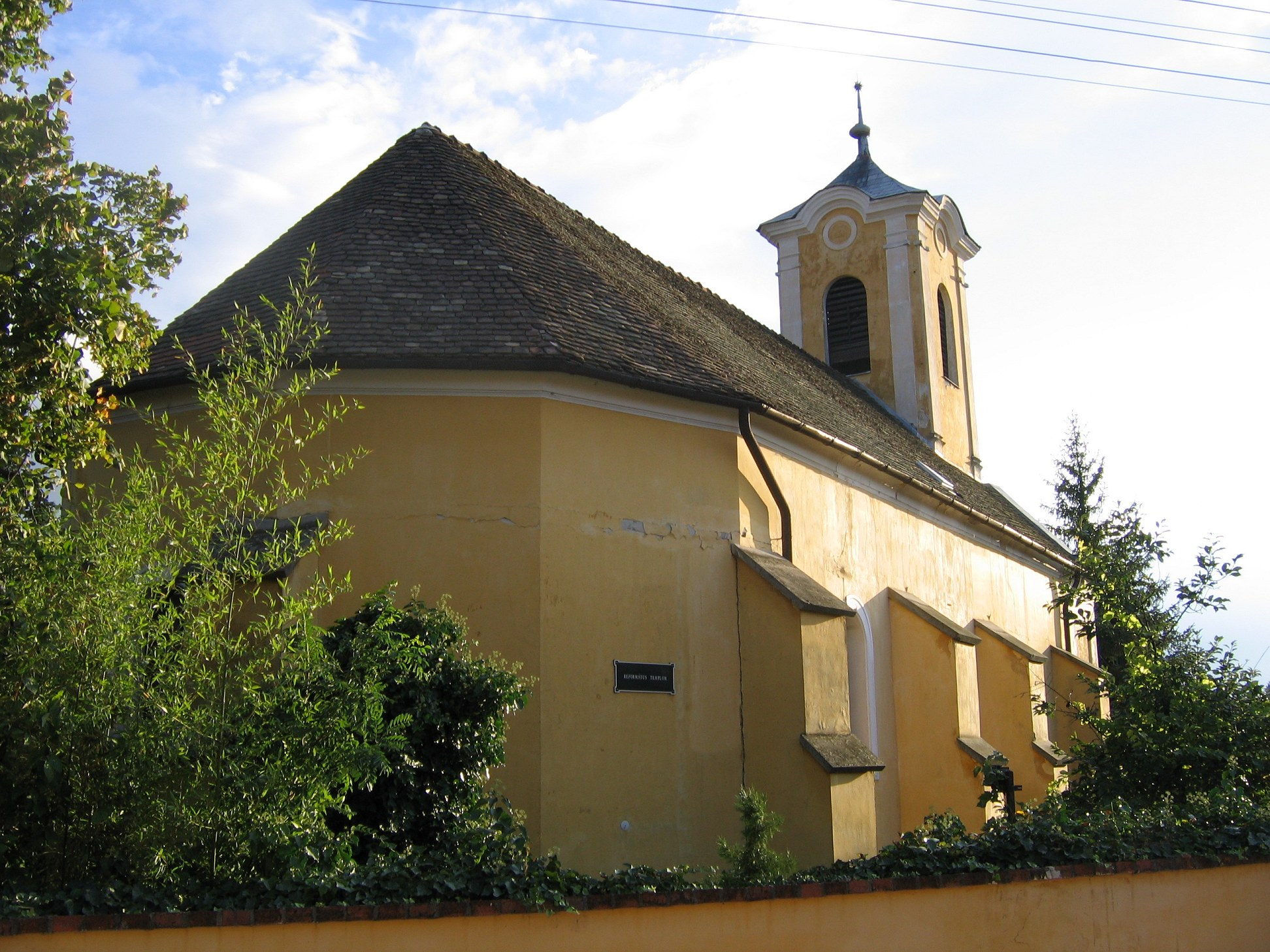
Reformierte Kirche
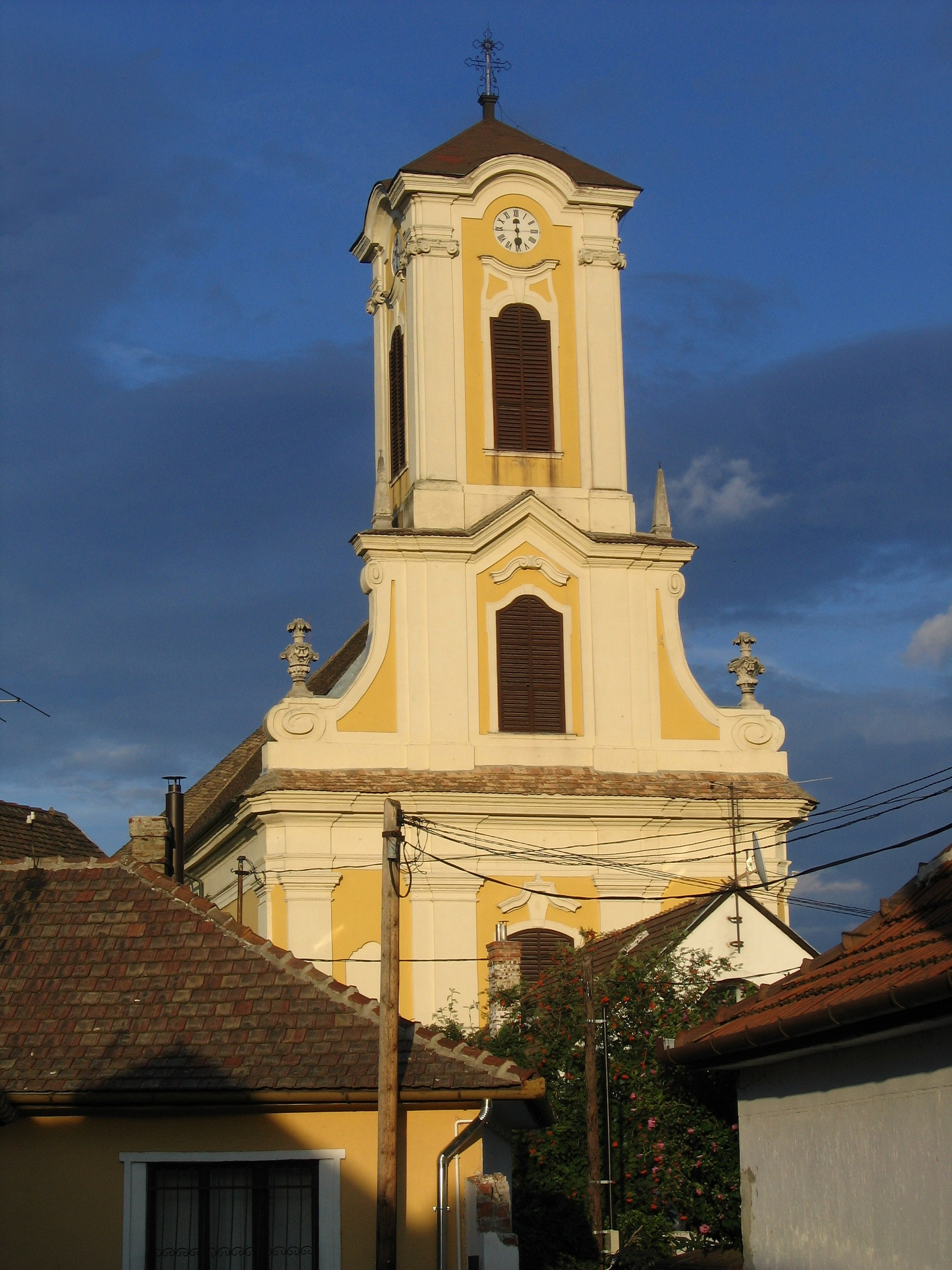
Sonnenuntergang, eine der sieben Kirchen von Szentendre
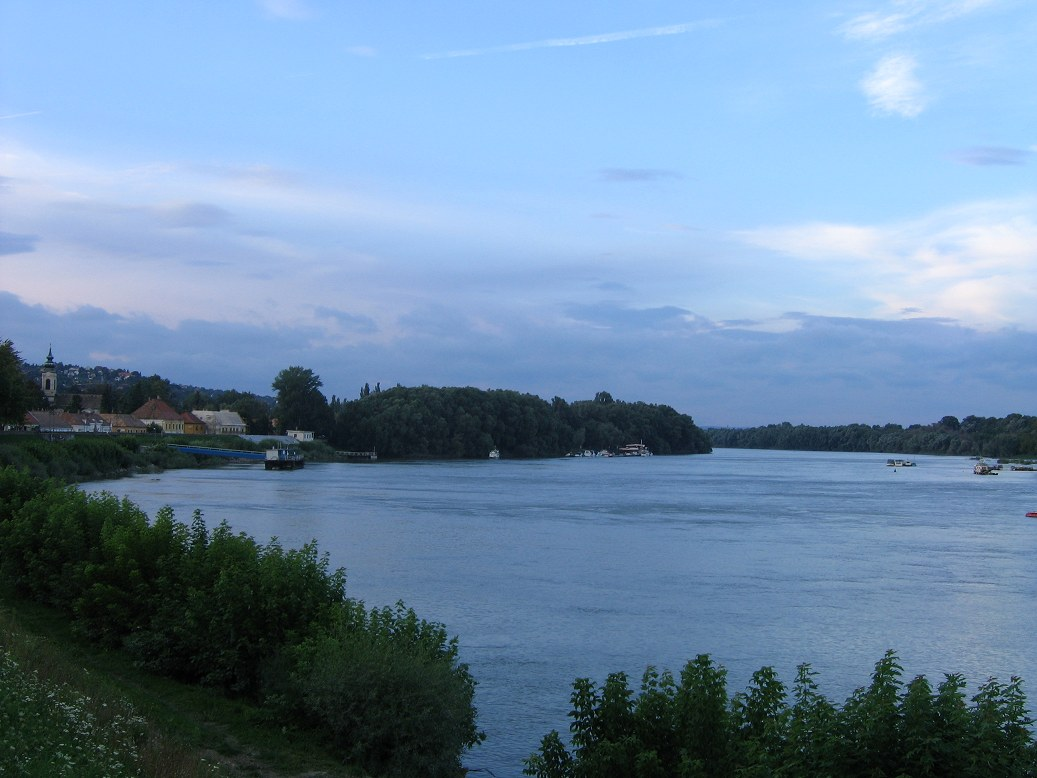
Abendstimmung an der Donaupromenade
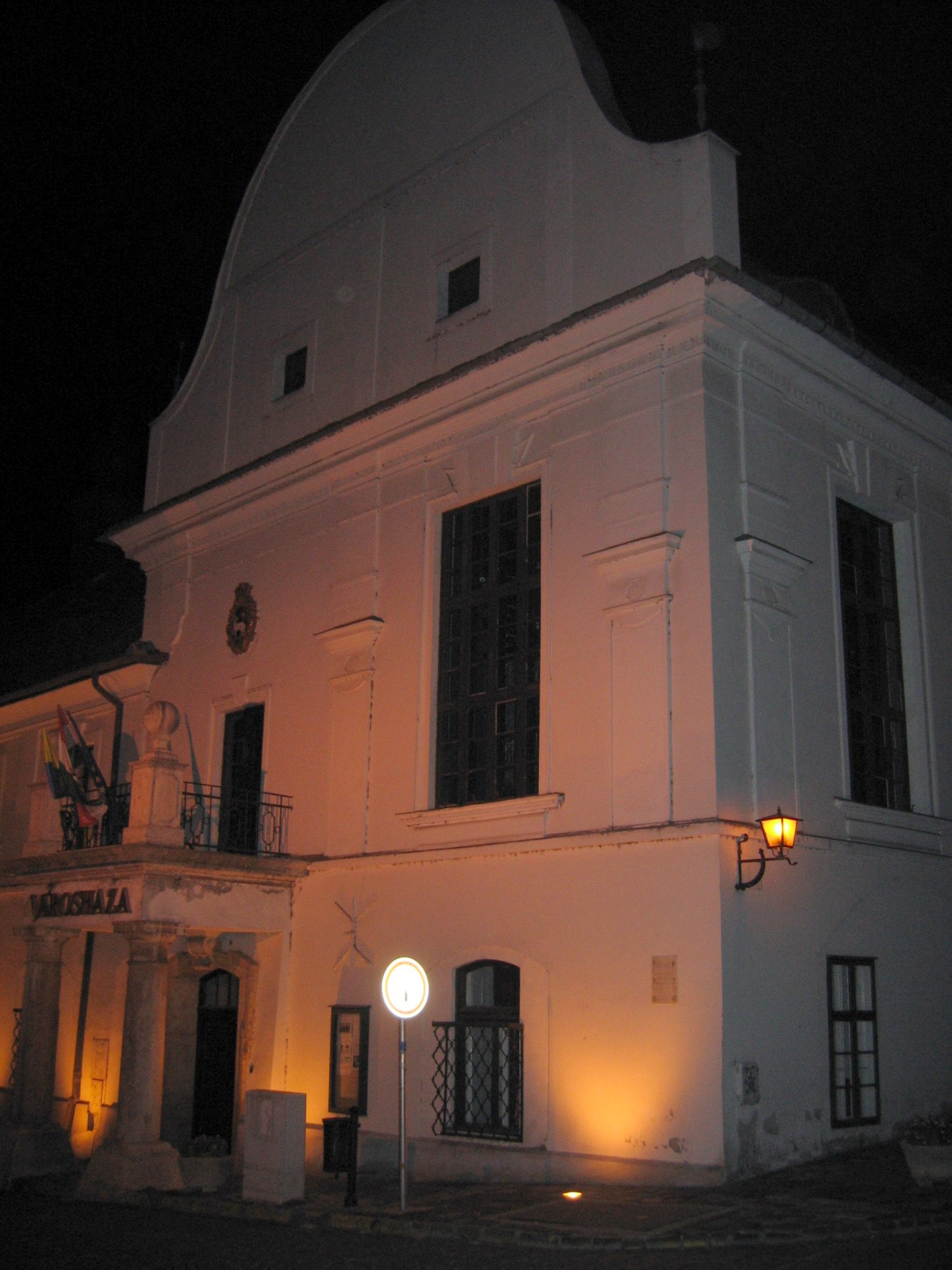
Rathaus
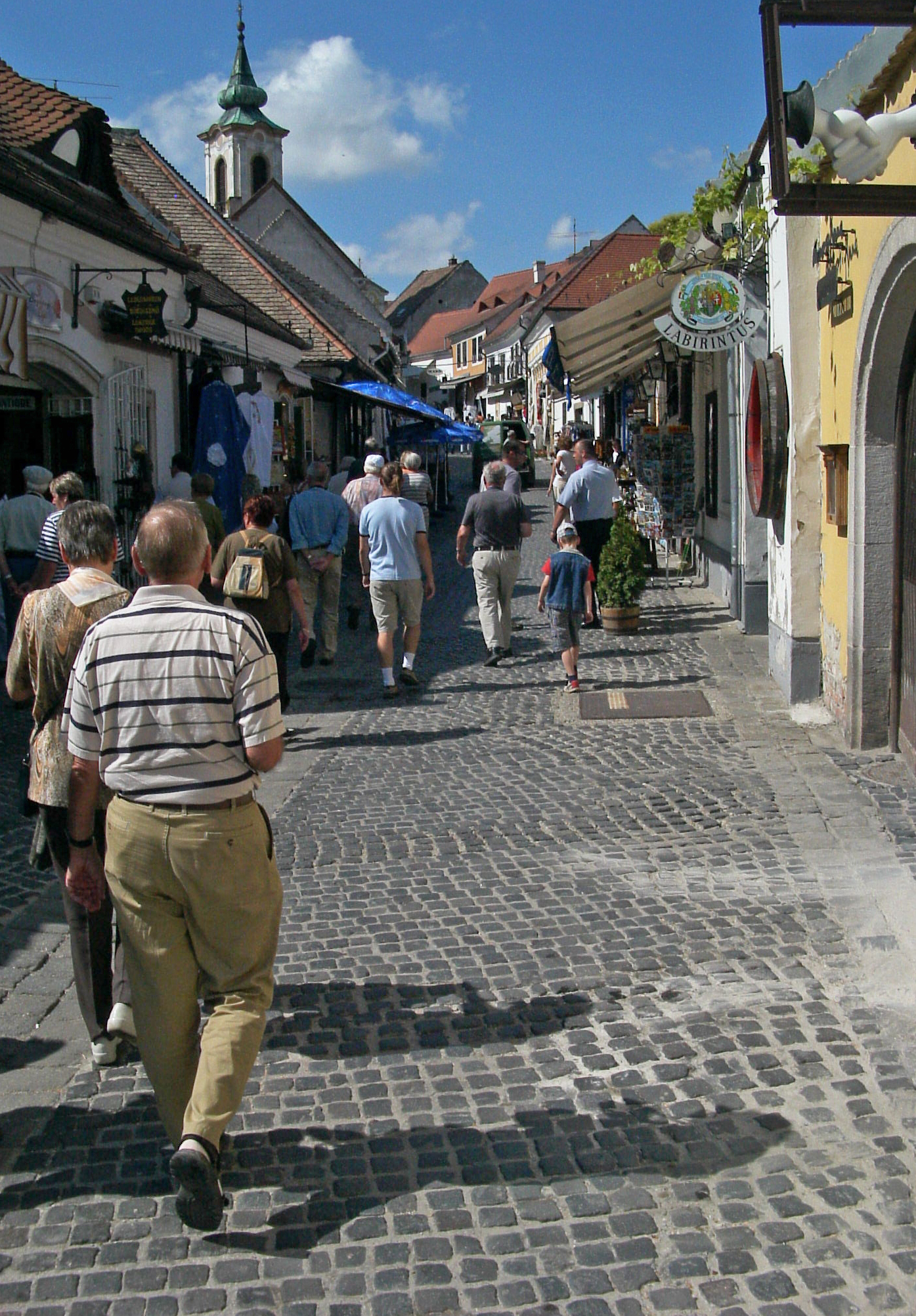
Reger Fremdenverkehr in der Stadt

### Museen

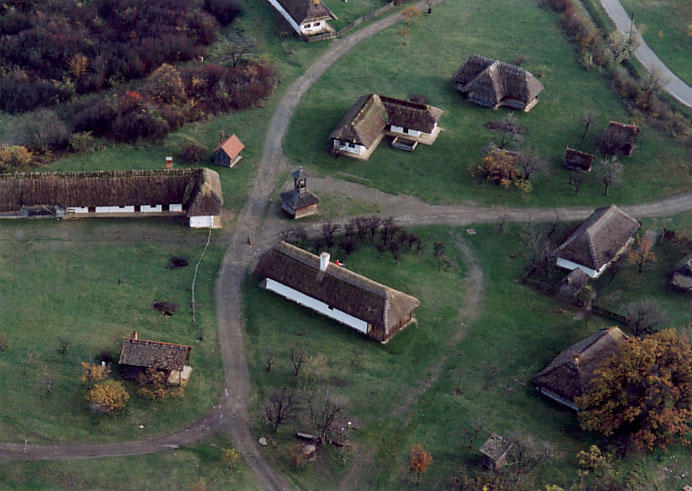
Skanzen, Szentendre

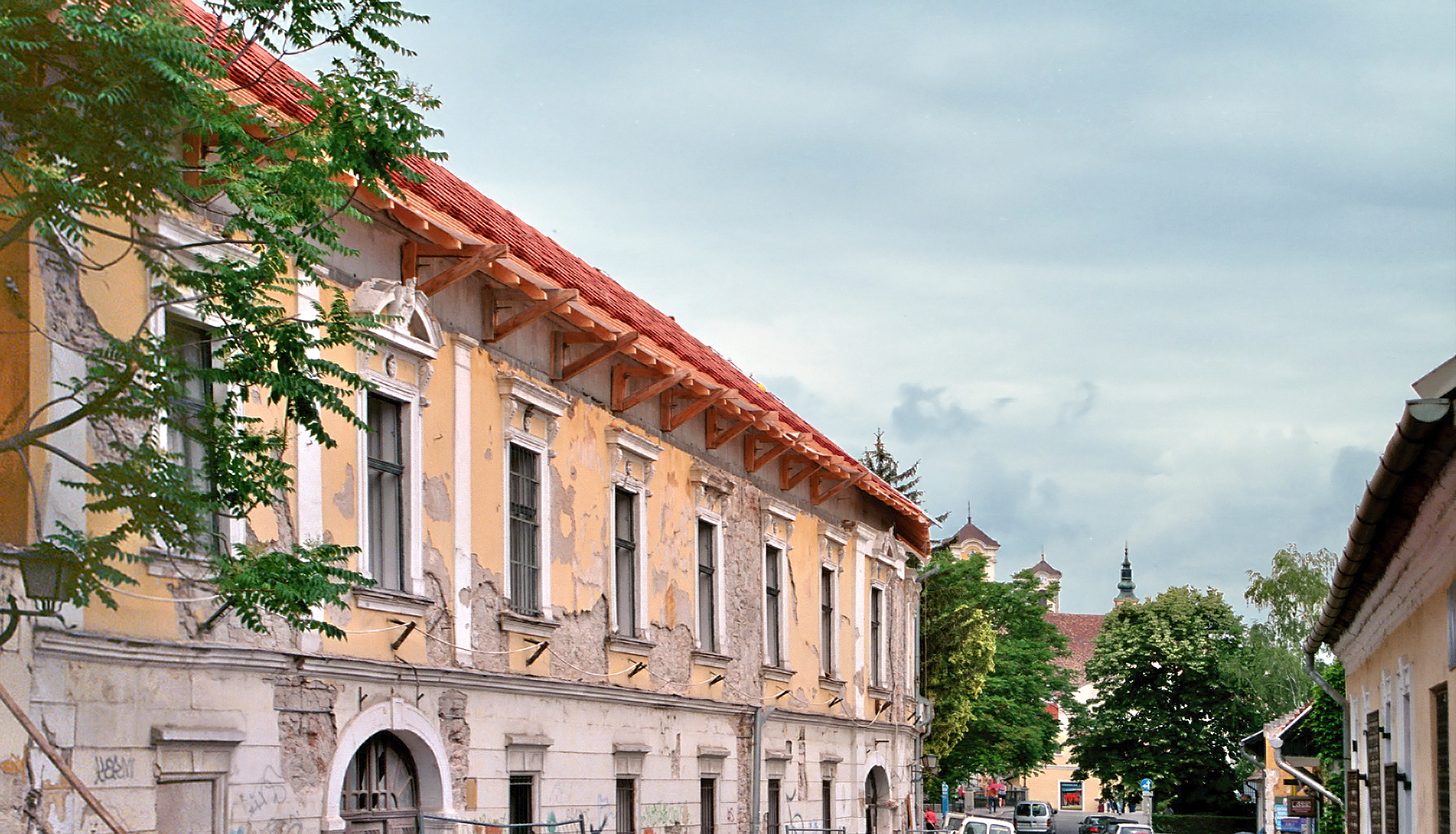
2012 wurde ein altes Herrenhaus in der Kossuth-Lajos-Straße zum neuen Károly-Ferenczy-Museum umgebaut.

- Das in 1967 errichtete ethnographische Freilichtmuseum Szabadtéri Néprajzi Múzeum (Ethnographisches Freilichtmuseum), 1 km nordwestlich von Szentendre, veranschaulicht die bäuerliche Architektur und Wohnkultur Ungarns. Ausgestellt sind 80 Häuser, drei Kirchen, 200 Wirtschaftsgebäude, mehrere Brücken und eine Vielzahl von traditionellen Gebrauchs- und Kunstgegenständen.
- Die Margit-Kovács-Sammlung, in einem barocken Haus von 1750, zeigt Werke der Keramikkünstlerin Margit Kovács (1902–1977), die zu der Künstlerkolonie von Szentendre gehörte.
- Das Kmetty-Museum.
- Die Szentendre-Galerie zeigt Ausstellungen zeitgenössischer Kunst.
- Das Lajos-Vajda-Museum zeigt Werke von Lajos Vajda (1908–1941), der die Hoffnungslosigkeit der ungarischen Zwischenkriegszeit in Bilder fasste
- Czóbel-Museum. Béla Czóbel (1883–1976) war ein expressionistischer und fauvistischer Künstler.
- Das 1951 am Fő-Platz in einem historischen Barockgebäude (alte serbische Schule, 1793) entstandene Károly-Ferenczy-Museum zeigt in seiner Außenstelle, dem römischen Freilichtlapidarium am Dunakanyar-Ring, viele Steindenkmäler aus dem antiken Ulcisia Castra bzw. Castra Constantia.[7] Am 1. Oktober 2010 wurde der bisherige Museumsbau am Fő-Platz als Entschädigung der lokalen serbisch-orthodoxen Kirche zurückgegeben. Die Sammlungen selbst zogen in ein wesentlich größeres restauriertes Herrenhaus in die Kossuth-Lajos-Straße 2012 um. Zu sehen sind dort ungarisches Kunsthandwerk sowie Werke des impressionistischen Malers Károly Ferenczy und dessen Kinder, des Bildhauers Béni Ferenczy und der Gobelinkünstlerin Noémi Ferenczy. Einer der bekanntesten Söhne der Stadt, der Archäologe Sándor Soproni, war von 1951 bis 1961 Museumsdirektor.
- Das Konditoreimuseum beschäftigt sich unter anderem mit der weltberühmten ungarischen Dobostorte.
- Das Ámos Imre–Anna Margit-Museum zeigt Werke dieser beiden Künstler

### Bauwerke
- Der Hauptplatz Fő tér ist von mehreren Barock- und Rokoko-Häusern umgeben. In seiner Mitte befindet sich eine 1763 als Danksagung für das Ende einer Pestepidemie errichtete Säule.
- Ebenfalls am Hauptplatz befindet sind die Mariä Verkündigungs-Kirche, die 1752–1755 nach Plänen von Andreas Mayerhoffer, dem aus Salzburg stammenden Führer der Pester Baumeistergilde errichtet. Steinmetzarbeiten führte der ebenfalls aus Salzburg stammende, in Kaisersteinbruch (Császárkőbánya) tätige Meister Johann Gehmacher durch. Die prächtige Einrichtung verbindet byzantinischen Bildinhalt mit Rokoko- und Zopfstil-Ornament. Die Ikonostase im Inneren malte Michael Zivkovic, ein serbischer Ikonenmaler aus Buda, im Jahr 1790.
- Kirchenhügel (Templom tér) mit der im 13. und 14. Jahrhundert erbauten römisch-katholischen, Johannes dem Täufer geweihten Pfarrkirche und der noch heute funktionierenden ältesten Sonnenuhr Ungarns.
- Kirche Maria Himmelfahrt oder Belgradkathedrale, erbaut 1756 und 1764, mit einer Ikonenwand von 1780.

### Kulinarische Spezialitäten
- Nationales Weinmuseum
- Szabó-Marzipanmuseum in der Ortsmitte, bietet Marzipan in allen erdenklichen Formen dar

### Verkehr
Die Straße Nr. 11 verbindet Szentendre nach Norden mit dem 20 km entfernt liegenden Vác und mit Esztergom. In südlicher Richtung erreicht man über die gleiche Richtung das nahe Budapest. Über die häufig verkehrende Vorortbahn (HÉV) erreicht man Budapest ebenfalls sehr rasch. Morgens und abends herrscht ein starker Pendlerverkehr von und nach Budapest.
Zur gegenüberliegenden Szentendre-Insel verkehrt etwas nördlich vom Ortskern eine kleine Autofähre.

## Söhne und Töchter der Stadt
- Béni Ferenczy (1890–1967), Bildhauer
- Noémi Ferenczy (1890–1957), Bildwirkerin
- Sándor Soproni (1926–1995), Archäologe
- Mihály Borbély (* 1956), Jazz-, World- und Folkmusiker
- Zoltán Holba (* 1968), Marathonläufer
- Kati Wolf (* 1974), Sängerin und Model
- Emese Tóth (* 1994), Handballspielerin